# Arnošt Procházka

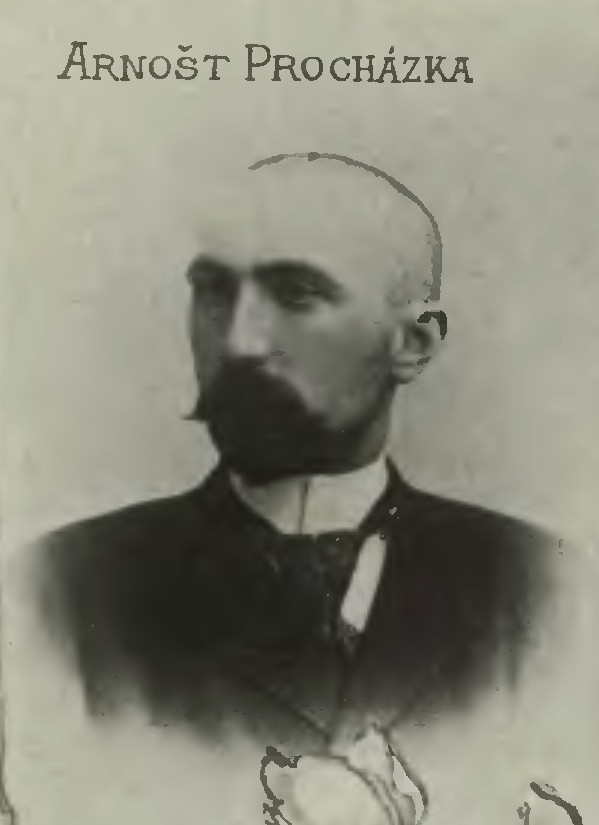
Arnošt Procházka

Arnošt Leopold Antonín Procházka (* 15. November 1869 in Prag; † 16. Januar 1925 ebenda) war ein tschechischer Literatur- und Kunstkritiker der Dekadenz.

## Leben
Procházka arbeitete nach einem abgebrochenen Jurastudium als Bankangestellter in Prag. Gemeinsam mit Jiří Karásek ze Lvovic gründete er 1894 die Literaturzeitschrift Moderní revue und war Herausgeber und Redakteur. Nach seinem Tod stellte die Zeitschrift ihren Betrieb ein. Als Repräsentant der Dekadenzdichtung strebte er eine subjektivistische und exklusive Kunst an. Procházka übersetzte französische, deutsche, englische und italienische Literatur ins Tschechische und verwendete über 90 Pseudonyme.

## Werk

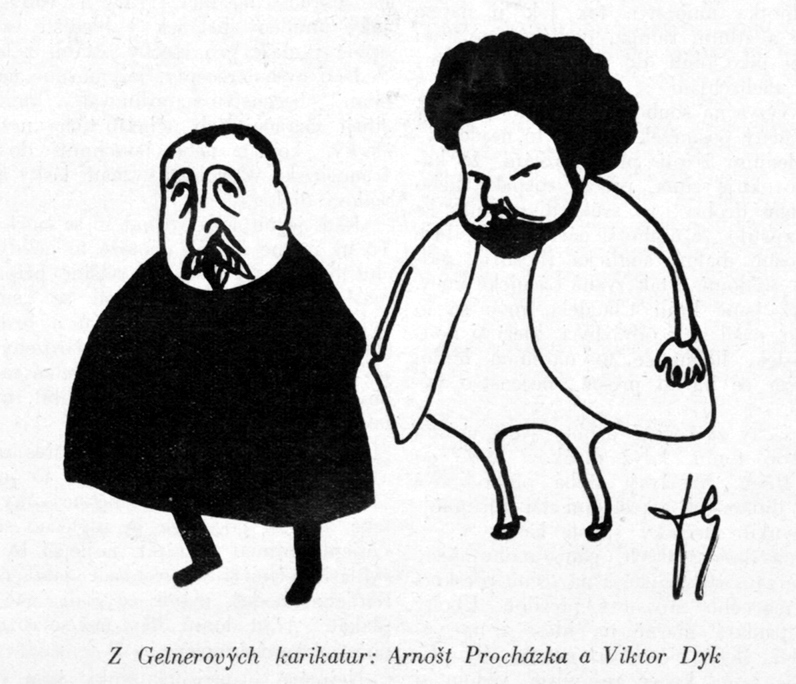
Arnošt Procházka (links) und Viktor Dyk auf einer Karikatur von František Gellner

- Prostibolo duše (Prostibulum der Seele), 1895
- Literární silhuety a studie (Literarische Silhouetten und Studien), 1895
- Básnické jaro (Dichterischer Frühling), 1902
- Odilon Redon, 1904
- Cesta krásy (Weg der Schönheit), 1906
- Meditace (Meditationen) 1912
- Na okraj doby (Am Rand der Zeit), 1912
- Polemiky (Polemiken), 1913
- Rozhovory s knihami, obrazy i lidmi (Gespräche mit Büchern, Bildern und Menschen) 1916
- Tanec smrti (Totentanz), 1917
- Erotická sexualita v literatuře a umění : Diář kritikův (Erotische Sexualität in Literatur und Kunst), 1919
- Dnové života (Tage des Lebens), 1922
- Soumrak (Abenddämmerung), 1924
- Torsa veršů ; Torsa prosy, 1925
- Relikviář (Das Reliquiar), 1928